# Alfredosilvestris
Alfredosilvestris es un género de foraminífero bentónico de la subfamilia Nodosariinae, de la familia Nodosariidae, de la superfamilia Nodosarioidea, del suborden Lagenina y del orden Lagenida. Su especie-tipo es Alfredosilvestris levinsoni. Su rango cronoestratigráfico abarca el Holoceno.

## Clasificación
Alfredosilvestris incluye a las siguientes especies:
- Alfredosilvestris levinsoni
- Alfredosilvestris punctuli